# Metzgeriales
Metzgeriales, red jetrenjarki u razredu Jungermanniopsida. Postoji oko 450 živih vrsta u dvije porodice i nekoliko fosilnih rodova s najmanje 14 vrsta.
1. Aneuraceae H. Klinggr.
2. Metzgeriaceae H. Klinggr.
3. †Metzgeriites Steere
4. †Metzgeriothallus • 1 †spp
5. †Pallaviciniites • 4 †spp
6. †Pantiathallites • 1 †spp
7. †Riccardiopsis • 1 †spp